# 蝙蝠侠的腰带装备
蝙蝠侠的腰带装备是DC漫畫的虛構超級英雄角色蝙蝠侠着装的一个特色。除了蝙蝠侠之外，各个版本的罗宾、蝙蝠女孩以及蝙蝠家族的其他成员都有类似的腰带。

## 发展变革
蝙蝠侠的历史的研究学者莱斯·丹尼尔斯认为是加德纳·福克斯，除了比尔·芬格以外的“蝙蝠侠系列”的第一作者，首次在《侦探漫画》#29（1939年7月出版）里介绍了腰带装备的概念。
在腰带装备的首次亮相中，第一个被介绍的装备是“含有窒息气体的气囊”。
在腰带装备亮相后的两个故事之后，加德纳·福克斯在《侦探漫画》#31（1939年9月出版）的《蝙蝠侠对战吸血鬼》中撰写了第一个以“蝙蝠”为主题的武器装备 - 蝙蝠镖。
直到1989年，《蝙蝠侠》的绝大部分创作者都将蝙蝠侠的腰带装备绘制成一条简单的黄色腰带，上面設有带扣和一些胶囊或圆筒。
1986年，弗兰克·米勒在蝙蝠侠的一个有限系列《蝙蝠侠：黑暗骑士归来》中为蝙蝠侠的腰带添加了军装风格。在随后的《蝙蝠侠：第一年》里被再次使用，此后在《蝙蝠侠：黑暗骑士传奇》系列中被其他画家大量使用。到了2000年，这已经成为蝙蝠侠腰带的基本通用特征。
能够发射蝙蝠线或蝙蝠绳的抓钩枪是在由蒂姆·波顿执导的1989年电影《蝙蝠侠》中首次登场；此前蝙蝠绳是需要由蝙蝠侠手动抛出的。在《蝙蝠侠》及其续集《蝙蝠侠归来》中，蝙蝠侠的腰带有一个特色：通过附着在腰带上的电机，将各种装备自动传输到蝙蝠侠可以拿到的地方。

## 整体说明
虽然表面看上去，蝙蝠侠的腰带并不太起眼，但这却是蝙蝠侠打击犯罪的重要道具之一。
蝙蝠侠的腰带主要由带子和带扣构成，带子的外侧附着約十个袋子或圆筒。带扣的内部隐藏着一个微型录像机及录音机。而带子上的第二个带子里装有蝙蝠镖，是蝙蝠俠最常用的武器之一。
腰帶上的十个袋子或圆筒里装着蝙蝠侠必不可少的装备或道具，这些圆筒或袋子可以互相交换。
多年来，蝙蝠侠腰带上的具体装备進行過多次的修改，以帮助蝙蝠侠针对各种犯罪行動。
大部份的蝙蝠侠腰带都帶有安全功能，以确保只有蝙蝠侠本人才能使用它。目前的故事中，已经确定蝙蝠侠的腰带可以对任何接触它的恶棍进行电击，亦可以释放眩晕气体以防止被更改。腰带上的袋子和圆筒都有锁定功能，以禁止蝙蝠侠以外的人打开它们。

## 具体装备
除了漫畫連載早期，蝙蝠俠基本上不會使用任何槍械，或具有殺傷力的武器。
蝙蝠侠的腰带上所装备的工具非常多， 包括但不限于下面所列举的。

### 蝙蝠鏢
蝙蝠鏢 (英語：Batarangs) 是蝙蝠俠少數具有殺傷力的武器。
除了可以當作手裏劍投掷使用外，蝙蝠鏢还可以与其它装备组合使用，比如与蝙蝠鉤抓槍组合使用，可以加大伤害的程度，甚至可以被改装成遙控跟踪型、音波衝擊型和爆破型。

### 蝙蝠鉤抓槍
蝙蝠鉤抓槍 (英語：或英語：) 是蝙蝠俠用來在高譚市大樓林立的環境下移動的裝備，有時也會用作緊急逃走用的工具。

### 煙霧彈
煙霧彈 (英語：Smoke Pellets) 是蝙蝠俠最常用來應對敵人的道具，利用煙霧掩蔽，好能襲擊對手、分散其注意力或不敵對手時，用來協助逃跑。

### 閃光彈
閃光彈 (英語：Flash-Bang Grenades) 是一種以強光阻礙目標的視力功能的一種武器。

### 呼吸辅助设备
呼吸辅助设备 (英語：Rebreather) 用于在水下和剧毒的环境中呼吸。

### 繩索發射器
与蝙蝠鉤抓槍不同，缆绳发射器 (英語：Line Launcher) 是从两头各发射出有爪钩的绳索，然后从一方滑翔到另一方，按下另一个开关，两边的绳索便會自动抽回。

### 電磁脈衝槍
電磁脈衝槍 (英語：EMP Gun)是发出电磁脉冲破坏电子设备。

### 雷射切割槍
雷射切割槍 (英語：Laser) 能夠激光切割金属及其他物體。

### 密碼音波儀
密碼音波儀 (英語：Cryptographic Sequencer) 可以用來入侵電腦系統、通信頻率、機械密碼鎖等。

### 爆炸凝膠
爆炸凝膠 (英語：Explosive Gel) 将爆炸凝胶喷在要炸开的易碎物体，然后按下开关，爆炸凝胶就会爆炸。

### 小球形手榴彈
小球形手榴彈 (英語：Pellet grenades) 為少數具有殺傷力的武器。

### 干擾器
干擾器 (英語：Disruptor) 通过无线电信号干扰敌人通讯和武器。

### 电流发射器
电流发射器 (英語：Easy REC GUN) 可发射出令敌人麻痺而不致死的电流发射器。

### 超聲波蝙蝠導引器
超聲波蝙蝠導引器 (英語：Sonic Bat-Beacon) 可以定时发送出某种特定的信号，对人和其它动物来说毫无影响，但却可以把蝙蝠吸引过来。开启系统后，一大群蝙蝠飞来，立即在场地中产生巨大噪音。
蝙蝠侠借助这件装备，可以让敌人苦不堪言，还能戏剧性地脱离现场。

### 手持火箭助推器
蝙蝠俠的手持火箭助推器 (英語：Handheld Rocket Boosters) 在動畫《Batman: Under the Red Hood》中出現。
蝙蝠俠在小巷裡追逐紅頭罩時，把手伸進腰帶取出兩個手持火箭助推器，放在附近的垃圾桶背上，並把垃圾桶變成了一個飛彈。
這些手持火箭助推器，使蝙蝠俠能夠將任何重物，製成噴射推進式的武器。

### 電擊指節拳套
在動畫《Justice League the Animated Series》中出現。
帶有非致命電荷的拳套 (英語：Electric Knuckles) 強化蝙蝠俠徒手格鬥的攻擊力。

### 音波蹂躪者
當啟動音波蹂躪者 (英語：Sonic devastator) , 釋放高能量音波, 可以粉碎玻璃和完全使敵人失去能力。

### 氪石
氪石 (英語：Kryptonite) 為可讓氪星人虛弱，並失去能力的礦物。
蝙蝠俠在他的腰帶裡放了一塊；在一些故事中，是一個帶有氪石的戒指。
在正義聯盟動畫中，蝙蝠俠稱他的氪石為 "保險"；但在一些故事中，氪石是超人自己交給蝙蝠俠， 作為對蝙蝠俠信任的標誌。

### 紅色太陽手榴彈
在遊戲《Injustice 2》中出現。能夠釋放紅色太陽能量，使超人失去超能力的手榴彈 (英語：Red Solar grenade)。